# Pizza z sercem
Pizza z sercem (ang. Pizza My Heart) – amerykańska komedia romantyczna z 2005 roku w reżyserii Andy'ego Wolka.
Premiera filmu miała miejsce 24 lipca 2005 roku na antenie ABC Family.

## Opis fabuły
Historia dwóch włoskich rodzin, Prestolanich i Montebello, które prowadzą konkurujące ze sobą restauracje w New Jersey. Konflikt między nimi trwa od dawna i wciąż narasta. Tymczasem Joe (Eyal Podell) i Gina (Shiri Appleby) nie przejmują się waśniami rodziców i zakochują się w sobie.

## Obsada
- Shiri Appleby jako Gina Prestolani
- Michael Badalucco jako Lou Prestolani
- Eyal Podell jako Joe Montebello
- Rob Boltin jako Nicky Montebello
- Joanna Canton jako Annette Prestolani
- Matthew Dufour jako Festival Patron
- Wayne Ferrara jako Uncle Nat
- Gina Hecht jako Gloria Montebello
- Dan Hedaya jako Vinnie Montebello

i inni.